# FO Bytča
FO Bytča là một câu lạc bộ bóng đá Slovakia đến từ Bytča. Hiện tại đội bóng thi đấu ở 3. Liga.

## Màu sắc và huy hiệu
Màu sắc của đội bóng là xanh dương và trắng hoặc đỏ.